# Cupa Ligii Ungariei
Cupa Ligii Ungariei a fost o competiție fotbalistică desfășurată anual în Ungaria între anii 2007 și 2015. A avut doar opt ediții și au participat doar echipele din Nemzeti Bajnokság I. 

## Rezultate
| Sezonul | Câștigătoarea             | Scorul | Finalistă     |
| ------- | ------------------------- | ------ | ------------- |
| 2015    | Ferencvárosi TC Budapesta | 2 - 1  | Debreceni VSC |
| 2014    | Diósgyőri                 | 2 - 1  | Videoton      |
| 2013    | Ferencvárosi TC Budapesta | 5 - 1  | Videoton      |
| 2012    | Videoton                  | 3 - 0  | Kecskeméti TE |
| 2011    | Paksi SE                  | 4 - 2  | Debreceni VSC |
| 2010    | Debreceni VSC             | 2 - 1  | Paksi SE      |
| 2009    | Videoton                  | 3 - 1  | Pécsi MFC     |
| 2008    | Videoton                  | 3 - 0  | Debreceni VSC |

## Câștigători
| Club        | Câștigători | Finaliști | Ani câștigători  | Ani necâștigători |
| ----------- | ----------- | --------- | ---------------- | ----------------- |
| Videoton    | 3           | 2         | 2008, 2009, 2012 | 2013, 2014        |
| Ferencváros | 2           | 0         | 2013, 2015       | –                 |
| Debrecen    | 1           | 3         | 2010             | 2008, 2011, 2015  |
| Paksi SE    | 1           | 1         | 2011             | 2010              |
| Diósgyőri   | 1           | 0         | 2014             | –                 |
| Pécsi       | 0           | 1         | –                | 2009              |
| Kecskemét   | 0           | 1         | –                | 2012              |

## Vezi și
- Nemzeti Bajnokság I
- Cupa Ungariei
- Supercupa Ungariei